# 인지면
인지면(仁旨面)은 충청남도 서산시에 있는 면이다.

## 연혁
- 1914년 행정구역 개편에 따라, 인정면(둔당리, 야당리, 모월리, 산동리, 애정리, 남정리)과 노지면(화수리, 차리, 성리, 갈산리) 및 서산면 풍전리를 통합하여 인지면으로 개칭하였다.
- 1926년 10월 둔당리 53-4번지에 위치한 면청사를 현재의 위치로 이전하였다.
- 1973년 7월1일 행정구역 개편으로 갈산리가 서산읍으로 편입되었다.
- 1995년 1월1일 서산시, 군이 도농 복합시인 서산시로 출범함에 따라 서산시 인지면으로 됨.

## 행정 구역
- 둔당리
- 야당리
- 모월리
- 산동리
- 애정리
- 남정리
- 화수리
- 차리
- 성리
- 풍전리

## 유관기관
- 우체국
- 농협
- 치안센터
- 예비군중대

## 교육
- 인지초등학교 (둔당리)
  - 인지초등학교 인정분교 (폐교) - 인지면  인정로 1055 (모월리)
- 차동초등학교 (차리)
- 인지중학교 (야당리)